# سميثتون (بنسلفانيا)
سميثتون (بالإنجليزية: Smithton borough, Pennsylvania)‏ هي منطقة سكنية تقع بولاية بنسيلفانيا في الولايات المتحدة. تبلغ مساحتها 0.30 كم2، وترتفع عن سطح البحر 246.888 م، بلغ عدد سكانها 399 نسمة في عام 2010 حسب إحصاء مكتب تعداد الولايات المتحدة وتصل الكثافة السكانية فيها 1,330 نسمة لكل كيلومتر مربع (3,444.7/ميل2).

## التركيبة السكانية
حدّد مكتب تعداد الولايات المتحدة بيانات التركيبة السكانية لسميثتون في تعداد الولايات المتحدة. في ما يلي، التركيبة السكانية حسب تعدادي 2000 و2010.

### تعداد عام 2000
بلغ عدد سكان سميثتون 444 نسمة بحسب تعداد عام 2000، وبلغ عدد الأسر 188 أسرة وعدد العائلات 124 عائلة مقيمة في المنطقة السكنية. في حين سجلت الكثافة السكانية 1,480 نسمة لكل كيلومتر مربع (3,833.2/ميل2). وبلغ عدد الوحدات السكنية 208 وحدة بمتوسط كثافة قدره 693.3 لكل كيلومتر مربع (1,795.6/ميل2).
وتوزع التركيب العرقي للمنطقة السكنية بنسبة 99.10% من البيض و0.23% من الأمريكيين الأصليين و0.68% من عرقين مختلطين أو أكثر.
بلغ عدد الأسر 188 أسرة كانت نسبة 31.9% منها لديها أطفال تحت سن الثامنة عشر تعيش معهم، وبلغت نسبة الأزواج القاطنين مع بعضهم البعض 52.1% من أصل المجموع الكلي للأسر، ونسبة 11.7% من الأسر كان لديها معيلات من الإناث دون وجود شريك، بينما كانت نسبة 2.1% من الأسر لديها معيلون من الذكور دون وجود شريكة وكانت نسبة 34% من غير العائلات. تألفت نسبة 30.9% من أصل جميع الأسر من عدة أفراد يعيشون في نفس المنزل ونسبة 17% كانت تتألف من شخص يعيش بمفرده يبلغ من العمر 65 عاماً أو أكثر. وبلغ متوسط حجم الأسرة المعيشية 2.36، أما متوسط حجم العائلات فبلغ 2.94.
بلغ العمر الوسطي للسكان 38.8 عاماً. وكانت نسبة 24.3% من القاطنين تحت سن الثامنة عشر، وكانت نسبة 6.1% بين الثامنة عشر والرابعة والعشرين عاماً، ونسبة 26.4% كانت واقعةً في الفئة العمرية ما بين الخامسة والعشرين والرابعة والأربعين عاماً، ونسبة 24.1% كانت ما بين الخامسة والأربعين والرابعة والستين، ونسبة 19.1% كانت ضمن فئة الخامسة والستين عاماً فما فوق. يوجد لكل 100 أنثى 90.6 ذكر، ويوجد لكل 100 أنثى في الثامنة عشر من عمرها فما فوق 86.7 ذكر.
بلغ متوسط دخل الأسرة في المنطقة السكنية 28,854 دولارًا، أما متوسط دخل العائلة فبلغ 36,250 دولارًا. وكان متوسط دخل الذكور 26,667 دولارًا مقابل 23,056 دولارًا للإناث. وسجل دخل الفرد الخاص بالمنطقة السكنية 16,715 دولارًا. وكانت نسبة 7.1% من العائلات ونسبة 14.6% من السكان تحت خط الفقر، وكان من هؤلاء نسبة 22% تحت سن الثامنة عشر ونسبة 7.2% في الخامسة والستين من العمر وما فوق.

### تعداد عام 2010
بلغ عدد سكان سميثتون 399 نسمة بحسب تعداد عام 2010، وبلغ عدد الأسر 166 أسرة وعدد العائلات 98 عائلة مقيمة في المنطقة السكنية. في حين سجلت الكثافة السكانية 1,330 نسمة لكل كيلومتر مربع (3,444.7/ميل2). وبلغ عدد الوحدات السكنية 187 وحدة بمتوسط كثافة قدره 623.3 لكل كيلومتر مربع (1,614.3/ميل2).
وتوزع التركيب العرقي للمنطقة السكنية بنسبة 98.50% من البيض و0.50% من الأمريكيين ذوي الأصول الآسيوية و1% من عرقين مختلطين أو أكثر و1.75% من الهسبانيون أو اللاتينيون من أي عرق.
بلغ عدد الأسر 166 أسرة كانت نسبة 30.7% منها لديها أطفال تحت سن الثامنة عشر تعيش معهم، وبلغت نسبة الأزواج القاطنين مع بعضهم البعض 42.2% من أصل المجموع الكلي للأسر، ونسبة 9.6% من الأسر كان لديها معيلات من الإناث دون وجود شريك، بينما كانت نسبة 7.2% من الأسر لديها معيلون من الذكور دون وجود شريكة وكانت نسبة 41% من غير العائلات. تألفت نسبة 34.9% من أصل جميع الأسر من عدة أفراد يعيشون في نفس المنزل ونسبة 16.9% كانت تتألف من شخص يعيش بمفرده يبلغ من العمر 65 عاماً أو أكثر. وبلغ متوسط حجم الأسرة المعيشية 2.40، أما متوسط حجم العائلات فبلغ 3.24.
بلغ العمر الوسطي للسكان 40.4 عاماً. وكانت نسبة 23.6% من القاطنين تحت سن الثامنة عشر، وكانت نسبة 8.5% بين الثامنة عشر والرابعة والعشرين عاماً، ونسبة 24.3% كانت واقعةً في الفئة العمرية ما بين الخامسة والعشرين والرابعة والأربعين عاماً، ونسبة 24.8% كانت ما بين الخامسة والأربعين والرابعة والستين، ونسبة 18.8% كانت ضمن فئة الخامسة والستين عاماً فما فوق. وتوزع التركيب الجنسي للسكان بنسبة 48.9% ذكور و51.1% إناث.